# Oblivion (musikalbum)
Oblivion är Galadriels tredje album. Det släpptes 2000 av skivbolaget Unknown Territory.

## Låtar på albumet
1. "On The Wings Of Gwaihir"
2. "Strokes Of Desire"
3. "As Your Body Burns"
4. "Blindness"
5. "Lavondyss"
6. "The Evening And Then Came The Night"
7. "My December"
8. "It Ends When The Moon Looses Its Face"
9. "Rivers Of Oblivion"
10. "Dowina"
11. "Acheron"

## Lineup
- Dodo Datel - sång, bas
- Sona "Witch" Kozakova - sång
- Tomax Gabris - gitarr
- Dr Victor - trummor
- Gabriel Holenka - gitarr
- J.S.K. - keyboard